# Венчание со смертью
«Венчание со смертью» (укр. Вінчання зі смертю) — украинский художественный фильм на тематику Сталинских репрессий, снятый режиссёром Николаем Мащенко в 1992 году.

## Сюжет
В конце 1930-х годов лейтенанту НКВД Александру Щербакову поручают задачу расстрелять «врагов народа». На месте казни попадают сопровождающие обоз крестьяне, из-за чего Щербакову даётся задача убить свидетелей.

## В ролях
- Олег Савкин — Александр Щербаков
- Георгий Дрозд — старшина Татарский
- Георгий Морозюк — священник
- Галина Сулима — Катерина
- Наталия Полищук — Мария
- Константин Шафоренко — Василь
- Людмила Чиншевая — Таня
- Георгий Мельский — майор НКВД Игнатьев
- Андрей Александрович — мальчик на свадьбе

## Съёмочная группа
- Режиссёр: Николай Мащенко
- Авторы сценария: Иван Драч, Николай Мащенко, Михаил Чернычук
- Оператор: Сергей Борденюк
- Художник-постановщик: Евгений Питенин
- Композитор: Вадим Храпачёв
- Звукорежиссёр: Владимир Сулимов
- Монтаж: Евгения Русецкая

## Критика
Фильм можно было бы считать удачей режиссера, тем более, что там есть сильно психологически проработанная роль актёра Георгия Дрозда, если бы не склонность режиссера, хорошо известная из предыдущих фильмов, к крайним проявлениям эмоций. Если неписаное правило кино, открытое еще на его заре Астой Нильсен, провозглашает, что в кино лучше недоиграть, чем переиграть, то Мащенко как бы умышленно пытается опровергнуть это правило — достаточно вспомнить излишне педалированные, затянутые страдания Овода и Монтанелли, которые становятся мучениками — один за идею борьбы, другой за отцовскую любовь, а, кроме того, в этих страданиях не наступает катарсиса.
Оригинальный текст (укр.)Фільм можна було б вважати удачею режисера, тим більше, що там є сильно психологічно пророблена роль актора Георгія Дрозда, якби не схильність режисера, добре відома з попередніх фільмів, до крайніх виявів емоцій. Якщо неписане правило кіно, відкрите ще на його зорі Астою Нільсен, проголошує, що в кіно краще недограти, ніж переграти, то Мащенко ніби зумисне намагається спростувати це правило — досить згадати надміріно педальовані, затягнуті страждання Овода й Монтанеллі, які стають мучениками — один за ідею боротьби, інший за батьіквську любов, а, крім того, в цих стражданнях не настає катарсису.
— 

## Фестивали и награды
- Кинофестиваль «Стожары—1995» в Киеве:
  - Гран-при за лучшую мужскую роль (Г. Дрозд)
  - Гран-при за лучшую женскую роль второго плана (Г. Сулима)